# ファーランドシリーズ
ファーランドシリーズはTGLより発売されたコンピュータゲームシリーズ。ジャンルはシミュレーションRPG。ファーランドストーリー、ファーランドサーガ、ファーランドオデッセイ、ファーランドシンフォニーという4つのシリーズから構成されている。

## 概要

### ファーランドストーリー
本編が第8作まであり、いくつかの派生作品が存在する。

### ファーランドサーガシリーズ
『ファーランドサーガ（以下サーガ）』およびその続編である『ファーランドサーガ　時の道標（以下時の道標）』の2本からなる。
シリーズ初となるクォータービュー式の戦闘画面を採用し、戦術の幅が広がった。
パーティメンバーはストーリーを進めると自動的に全員そろうようになっており、ストーリーの分岐もほぼない。
サーガでは、3つの国が覇権を争う島エントリヒを舞台に、人間と魔族の戦争に巻き込まれた少年の成長を描く。
『時の道標』は前作の8年後という設定であり、舞台を大陸の港街アトラクタへと変え、そこで冒険者として一旗揚げようと奮闘する少女の冒険を描く。前作から引き続いて登場する人物もいるが、前作をプレイしてなくても楽しむことができるストーリーとなっている。
前項の『ファーランドストーリー』とのつながりは示唆されているものの、明確にはされていない。

## シリーズ一覧
タイトルと発売機種/発売年を記載。
- ファーランドストーリーシリーズ
  - ファーランドストーリー 遠い国の物語 (PC-98/1993年)  - 第1作
    - 2023年4月25日よりプロジェクトEGGにて配信開始[1][2][3]。

  - ファーランドストーリー 伝記 アーク王の遠征 (PC-98/1994年)  - 第2作
    - 2023年5月23日よりプロジェクトEGGにて配信開始[4][5][6]。

  - ファーランドストーリー 天使の涙 (PC-98/1994年)  - 第3作
    - 2023年6月27日よりプロジェクトEGGにて配信開始[7][8]。

  - ファーランドストーリー 白銀の翼 (PC-98/1994年)  - 第4作
    - 2023年8月29日よりプロジェクトEGGにて配信開始[9]。

  - ファーランドストーリー 大地の絆 (PC-98/1995年)  - 第5作
    - 2023年10月31日よりプロジェクトEGGにて配信開始[10][11]。

  - ファーランドストーリー 神々の遺産 (PC-98/1995年)  - 第6作
  - ファーランドストーリー 獣王の証 (PC-98/1995年)  - 第7作
  - ファーランドストーリー 狂神の都 (Win/1996年)  - 第8作
  - ファーランドストーリーFX (PC-FX/1996年)  - 第1作「遠い国の物語」と第2作「アーク王の遠征」をリメイクしてセットにしたもの。FX版だけのオリジナル要素にフル画面のビジュアルシーンがある。ステージ開始時や重要なイベントの時にはキャラクターの顔が表示され、ストーリーが進展する。[12]

ファーランドストーリー 四つの封印 (Win/1997年、PS/1997年)  - ファーランドストーリーFXのアレンジ移植[13]。
  - ファーランドストーリー (SFC/1995年)  - 移植ではなくオリジナル作品（ストーリーは「四つの封印」に似ている）
  - ファーランドストーリー2 (SFC/1995年)  - SFC版の続編。「破亡の舞」をめぐる主人公リアドと帝国軍の戦いが描かれる[14]。

ファーランドストーリー 破亡の舞 (SS/1997年)  - SFC版ファーランドストーリー2の移植[14]
- ファーランドサーガシリーズ
  - ファーランドサーガ (Win/1996年、SS/1998年)
  - ファーランドサーガ 時の道標 (Win/1997年、SS/1998年、PS/1999年)  - ファーランドサーガの続編
- ファーランドオデッセイシリーズ
  - ファーランドオデッセイ 伝説を継ぐ者 (Win/1999年)
  - ファーランドオデッセイ2 君に贈るセレナーデ (Win/2000年)
- ファーランドシンフォニーシリーズ
  - ファーランドシンフォニー (Win/2002年)

ファーランドシンフォニー アンコール  - シンフォニーのパワーアップ版 (Win/2002年)

## 移植版
2025年6月26日には、シティコネクションから『ファーランドサーガI＆II サターントリビュート』が発売される予定であり、単品での配信も行われる予定である。
『ファーランドサーガ』は続編『ファーランドサーガ 時の道標』と物語が完結することから、移植対象に選ばれた。

## 評価
PS版『四つの封印』は電撃PlayStationDPSソフトレビューでは75、65の140点。レビュアーは通常画面は地味ながらも、長いOPムービーや豪華声優陣によるフルボイス、コミカルな戦闘など演出面に加え、敵の思考時間やロードとセーブの短さも評価した。また、レビュアーは中盤以降はやや単調さがあるが、難易度は抑えられ、オーソドックスなストーリーで初めての人や『ファイアーエムブレム』ようなSRPG作品が好きな人に勧められるとしている。一方で、声とBGMの音量バランスの悪さや、PSのゲームとしてはグラフィックの貧弱さが指摘された。